# Übersee-Kursbuch
Von 1981 bis 2010 gab die Thomas Cook Group den Overseas Timetable als Kurzzusammenfassung der Fahrpläne wesentlicher Bahn- und besonders wichtiger Bus- und Schiffsverbindungen außereuropäischen Länder einschließlich Russland heraus, sofern die entsprechenden Fahrplandaten für die Redaktion verfügbar waren. Die Kapitel aller Länder enthielten Informationen zu den betriebsführenden Bahngesellschaften und hilfreiche Hinweise für Individualreisen sowie in Einzelfällen auch Fahrpreise. In jeder Ausgabe wurde ferner bestimmte Länder oder Themen ausführlicher dokumentiert. Zuletzt erschienen die Ausgaben alle zwei Monate. Mit der Ausgabe November/Dezember 2010 wurde das Übersee-Kursbuch eingestellt.